# Tjchalta
Tjchalta (abchaziska: Чҳалҭа; georgiska: ჩხალთა) är en by i övre delen av Kodoridalen i Abchazien, Georgien. Från 2006 till kriget i augusti 2008, var Tjchalta huvudort i det georgiska distriktet Övre Abchazien. Det var då även administrativt centrum för Autonoma republiken Abchazien, de jure en georgisk, autonom delrepublik omfattande Abchazien, vilket de facto sedan 2008 helt kontrolleras av Republiken Abchazien, en utbrytarrepublik med ryskt stöd.
Orten ligger vid floderna Tjchalta och Kodori, på 600 meters höjd över havet, vid foten av Tjchaltabergen. Merparten av husen är träbaracker. Den enda tillfartsleden är i dåligt skick och kan endast befaras med fyrhjulsdrivna fordon eller till häst. Åtta månader om året är vägen snöbelagd och orten kan då endast nås via helikopter. I trakten råder risk för jordbävning; en jordbävning den 16 juli 1963 uppmätte 6,4 på Richterskalan.

## Modern historia
På 1990-talet blev Tjchalta huvudort för den svaniske krigsherren Emzar Kvitsiani och hans motståndsgrupp Monadire ("jägarna"). I en georgisk polisaktion 25–26 juli 2006, där orten bombarderades med helikopter med ett civilt dödsfall som följd, drevs motståndsmännen ut ur Tjchalta. Efter att Kvitsiani besegrats stärktes den georgiska närvaron i området, och den 27 september 2006 blev Tjchalta huvudort i det nya administrativa distriktet Övre Abchazien och "temporärt administrativt centrum" i Autonoma republiken Abchazien. De jure-regeringen, under Malchaz Akisjbaia, installerades på orten samma dag, efter att tidigare ha verkat från Tbilisi, av en georgisk delegation, där bland andra president Micheil Saakasjvili och katholikos-patriarken för den georgisk-ortodoxa kyrkan, Ilia II, ingick. Diplomater i Tbilisi som önskade besöka Suchumi var först tvungna att besöka exilregeringen i Tjchalta, vilket väckte anstöt hos separatistregeringen i Suchumi.
Området undergick därefter ett större rehabiliteringsprogram med uppbyggnad av infrastruktur och säkerhet, och den georgiska valkommissionen har upprättat en ny valkrets i området. Telefonledningar har uppförts, sjukhus renoverats och nya skolor, fotbollsplaner och myndighetslokaler öppnats. Med understöd från den georgiska centralregeringen har även ett nytt vattenkraftverk, en biograf och ett internetkafé öppnats.
Abchaziska separatisterna intog Tjchalta 12 augusti 2008, under kriget i Georgien 2008.